# Сибирское Подворье
«Сиби́рское Подво́рье» — гостиница, комплекс исторических зданий в центре Владивостока.

## История
Здание гостиницы «Сибирское Подворье» было построено в историческом центре Владивостока, на улице Китайской, 26 (ныне Океанский проспект, 26) в 1896—1898 годах и принадлежало купцу И. А. Циммерману.
Газета «Дальний Восток» в номере 108 от 18 мая 1903 года писала: «Гостиница „Сибирское Подворье“, Владивосток. Обновлены 30 хорошо меблированных номеров (от 1 до 5 рублей) и введён образцовый порядок. При гостинице баня с ванной и душем. Цены содержания значительно уменьшены».
При гостинице был открыт небольшой ресторан с «домашней кухней», что было отражено в адрес-календаре 1906 года.
В начале 1920-х годов владельцы гостиницы братья Циммерманы уехали в Америку. Главное здание как гостиница просуществовало до 1944 года, затем было заселено семьями офицеров Тихоокеанского флота, из расчёта одна комната на семью. Здания во дворе превратились в коммунальные квартиры.
В разное время в гостинице останавливались: профессор П. В. Виттенбург, академик В. Л. Комаров, певица А. Д. Вяльцева..
В настоящее время нынешний владелец зданий отреставрировал и открыл отель с таким же названием «Сибирское Подворье».